# Solifer

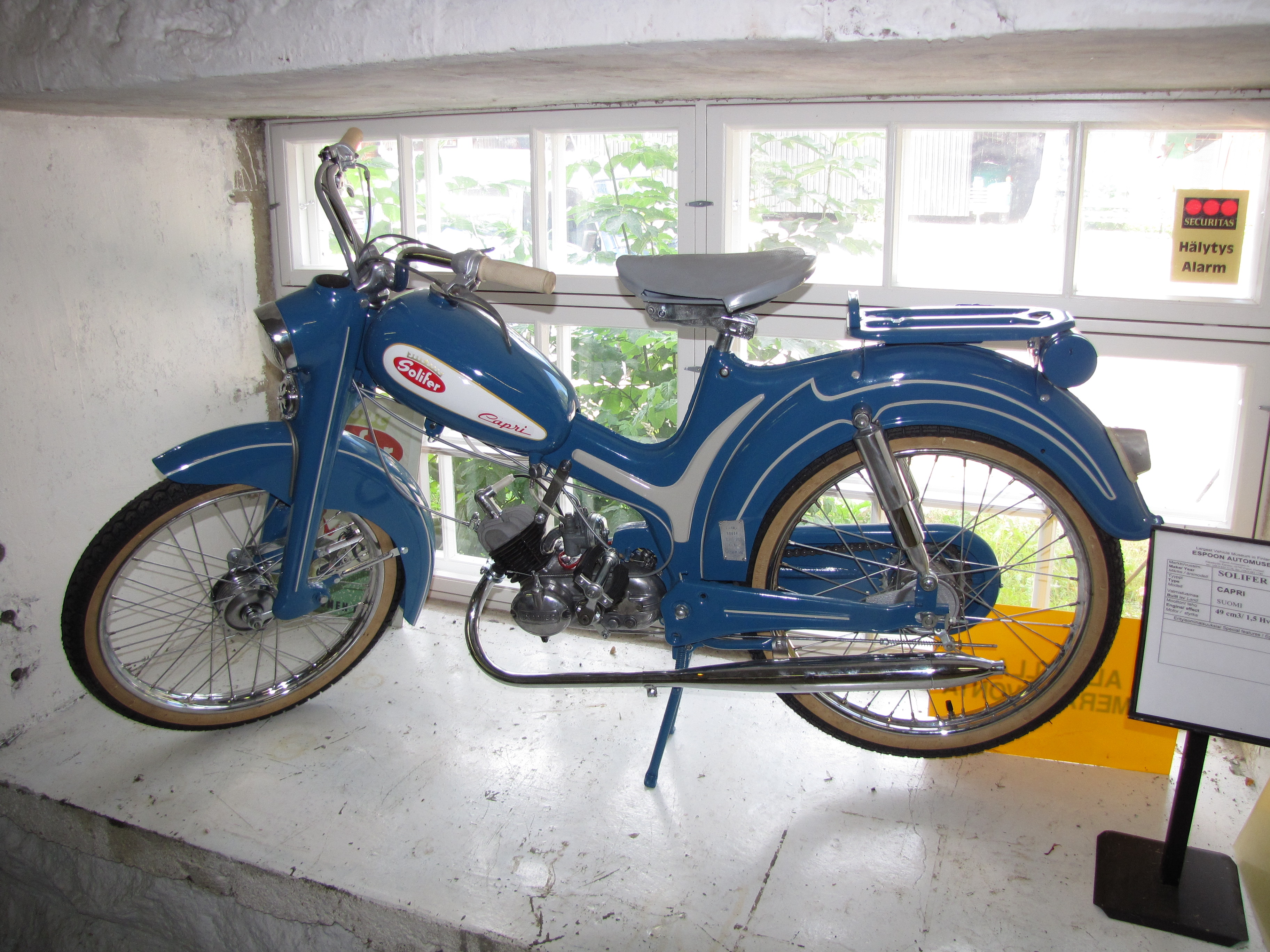
De Solifer Capri uit 1958.

Solifer is een historisch merk van bromfietsen. Solifer was een Finse fabriek, die eind jaren 1960 enkele kunstenaars uitnodigde een bromfiets te ontwerpen. In 1970 kwam er een bromfiets op de markt, die er echter niet erg kunstzinnig uitzag. Het blok kwam van Tomos. Later verscheen er ook een 50cc-crossmotor.